# Polymixis rungsi
Polymixis rungsi är en fjärilsart som beskrevs av Plante 1975. Polymixis rungsi ingår i släktet Polymixis och familjen nattflyn. Inga underarter finns listade i Catalogue of Life.